# Pilsbach
Pilsbach est une commune autrichienne du district de Vöcklabruck en Haute-Autriche comptant 608 habitants au premier janvier 2016.

## Géographie
Pilsbach, à 475 mètres d'altitude, se situe dans le Quartier de Hausruck, à environ quatre kilomètres de Vöcklabruck. La superficie totale de la commune est de 10,2 km², avec 45,1% de la superficie boisée et 49% consacrée à l'agriculture. Les différentes parties de la commune sont Oberpilsbach, Unterpilsbach, Kirchstetten, Untereinwald, Mittereinwald, Kien, Raffelsberg, Obereinwald et Schmidham.

## Histoire
Originellement située à l'est du duché de Bavière, la commune rejoint le duché d'Autriche à partir du XIIe siècle. Lors des guerres napoléoniennes, le village est occupé à plusieurs reprises. En 1918, il fait partie du land de Haute-Autriche.

## Politique
Le maire de la commune, Alois Gruber est membre du Parti Populaire Autrichien (ÖVP).